# Metallica (album)
Metallica (cunoscut și ca The Black Album) este cel de-al cincilea și cel mai de succes album de studio al formației americane de heavy metal, Metallica. Albumul a fost lansat pe 12 august 1991, de către casa de discuri, Elektra Records.
Albumul a fost înregistrat într-un interval de opt luni la One on One Recording Studios din Los Angeles. Înregistrarea albumului a fost tulburată și, în timpul producției, trupa a intrat frecvent în diferite conflicte cu noul lor producător, Bob Rock. Albumul a marcat o schimbare a sunetului trupei, de la stilul thrash metal al celor patru albume anterioare, la unul mai lent și mai greu, înrădăcinat în heavy metal. Metallica a promovat albumul cu o serie de turnee. Cele mai cunoscute piese ale trupei de pe acest album sunt: „Enter Sandman", „Sad but True", „The Unforgiven", „Wherever I May Roam" și „Nothing Else Matters".

## Lista pieselor
Toate melodiile sunt scrise și compuse de James Hetfield și Lars Ulrich, excepție făcând melodiile notate. 
| Nr.             | Titlu                                               | Lungime |  |
| 1.              | „Enter Sandman” (Hetfield, Ulrich și Hammett)       | 5:29    |  |
| 2.              | „Sad but True”                                      | 5:24    |  |
| 3.              | „Holier Than Thou”                                  | 3:47    |  |
| 4.              | „The Unforgiven” (Hetfield, Ulrich si Hammett)      | 6:26    |  |
| 5.              | „Wherever I May Roam”                               | 6:44    |  |
| 6.              | „Don't Tread on Me”                                 | 3:59    |  |
| 7.              | „Through the Never” (Hetfield, Ulrich și Hammett)   | 4:05    |  |
| 8.              | „Nothing Else Matters”                              | 6:29    |  |
| 9.              | „Of Wolf and Man” (Hetfield, Ulrich și Hammett)     | 4:16    |  |
| 10.             | „The God That Failed”                               | 5:08    |  |
| 11.             | „My Friend of Misery” (Hetfield, Ulrich și Newsted) | 6:49    |  |
| 12.             | „The Struggle Within”                               | 3:52    |  |
| Lungime totală: | Lungime totală:                                     | 62:33   |  |

## Personal
Metallica
- James Hetfield - voce, chitară ritmică, producție, chitară principală în „Nothing Else Matters”, sitar în "Wherever I May Roam"
- Kirk Hammett - chitară solo
- Jason Newsted - chitară bas
- Lars Ulrich - tobe, percuție, producție

Muzicieni suplimentari
- Michael Kamen - aranjament orchestral pe „Nothing Else Matters”

Producție și design
- Bob Rock - producție
- Randy Staub - inginerie
- Mike Tacci - inginerie
- George Marino - mastering
- Peter Mensch - concept de acoperire
- Don Brautigam - ilustrație
- Ross Halfin - fotografie
- Rick Likong - fotografie
- Rob Ellis - fotografie